# セク・シセ
セク・シセ（Sekou Cissé, 1985年5月23日 - ）は、コートジボワール出身のサッカー選手。アノルトシス・ファマグスタ所属。コートジボワール代表。ポジションはフォワード。

## 経歴

### クラブ
ローダJC
母国のクラブで経歴をスタートさせたが、同郷の先輩であるアルナ・コネのアドバイスでオランダに渡り、2004年には同選手が所属するローダJCに移籍した。2005年にコネがPSVアイントホーフェンに引き抜かれたあとはシセの出場機会が増えた。2006年、AZアルクマールのルイ・ファン・ハール監督がシセに興味を示し、前線でも中盤でもプレーできるアディル・ラムジとの交換を持ちかけたが、ローダJCは交渉を拒否した。2008年4月、ACFフィオレンティーナとビジャレアルCFがシセに関心を示していると報道された。2008-09シーズンはシーズン序盤から好調で、フェイエノールトやPSVアイントホーフェンやFCトゥウェンテなどのクラブが関心を示すようになった。
フェイエノールト
2009年7月、移籍金280万ユーロの4年契約でオランダの名門フェイエノールトに移籍した。8月2日、第1節のNECナイメヘン戦で3トップの一角として初出場した。8月23日、古巣のローダJC戦で初得点すると、2010年3月のローダJC戦でも2得点し、このクラブ相手の相性の良さを見せつけた。実績のあるFWロイ・マカーイからポジションを奪い、主にスリートップの中央で24試合に出場して5得点5アシストの結果を残した。しかし以後のシーズンでは度重なる怪我で主力に定着することができず、結局5シーズンでリーグ戦59試合出場14得点と大きく期待を裏切る形となった。高額サラリーを払い続けたフェイエノールトにとって大きな負担となり、契約を半年間残した2014年冬に契約を解除された。2012年にはJリーグ、清水エスパルスが獲得に動いたが条件がまとまらず破談となっている。
KRCヘンク
2014年1月14日、ジュピラー・プロ・リーグのKRCヘンクと契約を結んだ。
FCソショー
2015年8月31日、リーグ・ドゥのFCソショーに移籍した。
ガゼレク・アジャクシオ
2016年より、ガゼレク・アジャクシオに移籍した。
アノルトシス・ファマグスタ
2017年8月16日、アノルトシス・ファマグスタに移籍した。

### 代表
2008年、ガーナで行われたアフリカネイションズカップにコートジボワール代表として出場した。同年、トゥーロン国際大会に出場して4得点し、得点王に輝いた。チームは3位入賞した。同年、北京オリンピックに出場した。
| #  | 日付          | 場所       | 相手         | スコア | 結果 | 大会                                  |
| -- | ------------- | ---------- | ------------ | ------ | ---- | ------------------------------------- |
| 1. | 2008年6月1日  | アビジャン | モザンビーク | 1-0    | 勝利 | 2010 FIFAワールドカップ・アフリカ予選 |
| 2. | 2008年6月22日 | アビジャン | ボツワナ     | 1-0    | 勝利 | 2010 FIFAワールドカップ・アフリカ予選 |
| 3. | 2008年6月22日 | アビジャン | ボツワナ     | 4-0    | 勝利 | 2010 FIFAワールドカップ・アフリカ予選 |